# Calen Bullock
Calen Bullock (geboren am 30. April 2003 in Pasadena, Kalifornien) ist ein US-amerikanischer American-Football-Spieler auf der Position des Safeties. Er spielte College Football für die University of Southern California. Im NFL Draft 2024 wurde Bullock in der dritten Runde von den Houston Texans ausgewählt.

## Frühe Jahre und College
Bullock besuchte die John Muir High School in seiner kalifornischen Heimatstadt Pasadena und spielte dort Football als Wide Receiver und als Defensive Back. Ab 2021 ging Bullock auf die University of Southern California, um College Football für die USC Trojans zu spielen. Er avancierte als Freshman zum Stammspieler und absolvierte sechs von zwölf Spielen als Starter, 2022 bestritt er alle Spieler als Starter. In der Saison 2023 setzte Bullock 61 Tackles, wehrte sieben Pässe ab und fing zwei Interceptions, wobei ihm ein Pick Six über 30 Yards gegen Utah gelang. Er wurde in das All-Star-Team der Pacific-12 Conference gewählt. Insgesamt verzeichnete Bullock in seiner Karriere bei den Trojans 151 Tackles und neun Interceptions, wobei ihm zwei Interceptions-Return-Touchdowns gelangen. Nach der Saison 2023 gab Bullock seine Anmeldung für den kommenden NFL Draft bekannt.

## NFL
Im NFL Draft 2024 wurde Bullock in der dritten Runde an 78. Stelle von den Houston Texans ausgewählt. Bei seinem NFL-Debüt am ersten Spieltag gegen die Indianapolis Colts fing er eine Interception. Aufgrund einer Verletzung von Jimmie Ward war Bullock ab dem vierten Spieltag Starter. In Woche 5 gelangen ihm gegen die New England Patriots
zwei Turnover, eine Interception und ein eroberter Fumble. Insgesamt verzeichnete Bullock als Rookie 54 Tackles, fünf Interceptions, elf abgewehrte Pässe und einen eroberte Fumble.

## NFL-Statistiken
| Saison                             | Saison | Spiele | Spiele      | Tackles | Tackles | Tackles | Tackles | Interceptions | Interceptions | Interceptions | Interceptions | Interceptions | Fumbles | Fumbles | Fumbles |
| Jahr                               | Team   | Spiele | als Starter | Gesamt  | Solo    | Ast     | Sacks   | PD            | INT           | Yds           | Lng           | TD            | FF      | FR      | TD      |
| ---------------------------------- | ------ | ------ | ----------- | ------- | ------- | ------- | ------- | ------------- | ------------- | ------------- | ------------- | ------------- | ------- | ------- | ------- |
| 2024                               | HOU    | 17     | 13          | 54      | 37      | 17      | 0,0     | 11            | 5             | 96            | 68            | 0             | 0       | 1       | 0       |
| Gesamt                             | Gesamt | 17     | 13          | 54      | 37      | 17      | 0,0     | 11            | 5             | 96            | 68            | 0             | 0       | 1       | 0       |
| Quelle: pro-football-reference.com |        |        |             |         |         |         |         |               |               |               |               |               |         |         |         |